# MOS Technology 65xx
A MOS Technology 65xx kifejezés a MOS Technology 8 bites mikroprocesszorainak családját takarja. Ezek a processzorok a kb. 1975-ben megjelent Motorola 6800 processzoron alapulnak. A 65xx család egyik legnevezetesebb tagja a MOS Technology 6502 jelű processzor, amelyet számos otthoni számítógépbe építettek, többek között a Commodore PET és VIC-20, az Apple II, és az Atari 800 gépekbe.
Az egyik legnépszerűbb 6502-alapú számítógép a Commodore 64, ennek központi egysége egy módosított 6502-es CPU, a 6510-es. A brit Acorn, Ltd is gyártott 6502 processzoros gépeket, ez volt a BBC Micro sorozat.

### MOS 65xx processzorokkal szerelt számítógépek
- Commodore VIC-20
- Commodore Plus/4
- Commodore 64
- Commodore 128 – benne 2 MHz-es órajelű MOS 8502 CPU
- Commodore 16
- Apple II, Apple IIc
- Atari 400
- Atari 800
- Atari 1200XL
- Atari 800XL
- Atari 600XL
- Atari 130XE
- Atari 65XE
- Atari XEGS

## Fordítás
Ez a szócikk részben vagy egészben  a   MOS Technology 65xx című angol Wikipédia-szócikk ezen változatának fordításán alapul.  Az eredeti cikk szerkesztőit annak laptörténete sorolja fel. Ez a jelzés csupán a megfogalmazás eredetét és a szerzői jogokat jelzi, nem szolgál a cikkben szereplő információk forrásmegjelöléseként.